# Tiruvannamalai (district)
Tiruvannamalai is een district van de Indiase staat Tamil Nadu. Het district telt 2.181.853 inwoners (2001) en heeft een oppervlakte van 6191 km².
Het grondgebied van Tiruvannamalai behoorde aanvankelijk tot het district Noord-Arcot. In 1989 werd Noord-Arcot opgesplitst in twee afzonderlijke districten: Tiruvannamalai en Vellore.
Hoofdstad: Chennai
Districten: Ariyalur · Chengalpattu · Chennai · Coimbatore · Cuddalore · Dharmapuri · Dindigul · Erode · Kallakurichi · Kanchipuram · Kanyakumari · Karur · Krishnagiri · Madurai · Mayiladuthurai · Nagapattinam · Namakkal · Nilgiris · Perambalur · Pudukkottai · Ramanathapuram · Ranipet · Salem · Sivaganga · Tenkasi · Thanjavur · Theni · Thoothukudi · Tiruchirappalli · Tirunelveli · Tirupattur · Tirupur · Tiruvallur · Tiruvannamalai · Tiruvarur · Vellore · Viluppuram · Virudhunagar